# كارين (مركب كيميائي)
يا جماعه واضحه الكارين هو تيم الأهبل وهو معصب من فيصل 
وقاعد بحكي كيف قوقل بحكي هيك ما بعرف انو فيصل عمو 

## الوفرة الطبيعية
يعد مركب الكارين كأحد المكونات طبيعياً للتربنتين، ويمكن أن تصل نسبته إلى حدود 40% حسب المصدر. كما يوجد أيضاً في الزيت العطري المستخلص من الفلفل الأسود، وكذلك في الأنواع المختلفة من الشوح والعرعر.

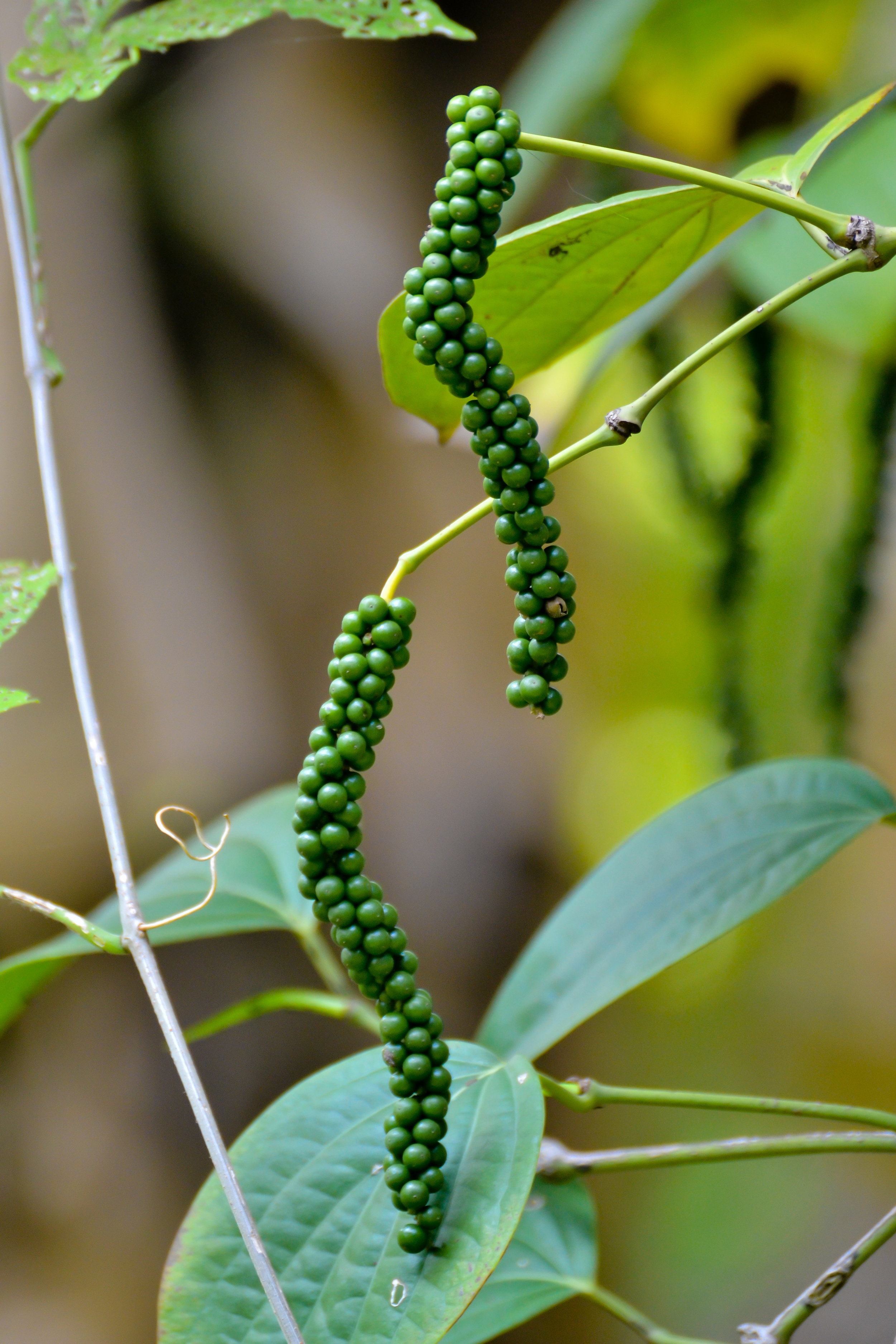
الفلفل الأسود

## الخواص
يوجد الكارين على شكل سائل عديم اللون له رائحة مميزة، وهو عملياً غير قابل للامتزاج مع الماء، لكنه ينحل في المذيبات العضوية.

## الاستخدامات
يستخدم مركب كارين لتحضير مركبات بيريثرويد ذات انتقائية تصاوغية مرآتية.